# MTV2
MTV2 (abreviat de la Music Television 2) este un post de televiziune american de televiziune axat pe muzică deținut de Paramount Global.